# Natalia Sazanovich
Natalia Sazanovich (Bielorrusia, 15 de agosto de 1973) es una atleta bielorrusa, especialista en la prueba de heptalón, en la que logró dos medallas olímpicas y el subcampeonato mundial en 2003.

## Carrera deportiva
En los Juegos Olímpicos de Atlanta 1996 obtuvo la medalla de plata tras la atleta Ghada Shouaa de Siria.
En los JJ.OO. de Sídney 2000 ganó la medalla de bronce tras la británica Denise Lewis y de la representante de rusia Yelena Prokhorova.
En el mundial de Edmonton 2001 ganó la plata en la misma competición, tras la rusa Yelena Prokhorova y por delante de la estadounidense Shelia Burrell.
Dos años después, en el Mundial de París 2003 ganó la medalla de bronce en la competición de heptalón, consiguiendo una puntuación total de 6524 puntos, y quedando tras la sueca Carolina Klüft y la francesa Eunice Barber (plata).